# Nickendes Weidenröschen
Das Nickende Weidenröschen (Epilobium nutans) ist eine Pflanzenart aus der Gattung Weidenröschen (Epilobium) innerhalb der Familie der Nachtkerzengewächse (Onagraceae). Sie kommt in Mittel- und Osteuropa vor.

## Beschreibung

### Vegetative Merkmale
Das Nickende Weidenröschen ist eine überwinternd grüne, ausdauernde krautige Pflanze, die Wuchshöhen von 10 bis 25, selten bis zu 30 Zentimetern erreicht. Es besitzt ein kurzes bogiges Rhizom. Zur Anthese bildet es oberirdische, fadendünne, beblätterte Ausläufer. Die einzeln stehenden Stängel sind unverzweigt, hängen zur Anthese über, kurz bogig aufsteigend, kantig und haben zwei bis vier erhabene Längsleisten. An der Spitze sind die Stängel kraushaarig.
Die Laubblätter sind bis zum Blütenstand hinauf gegenständig. Die unteren Laubblätter sind kurz gestielt und ganzrandig, die oberen sind sitzend und teilweise entfernt gezähnt. Die Blattspreite ist bei einer Länge von 1 bis 2 Zentimetern sowie einer Breite von 2 bis 8 Millimetern eiförmig und kahl. 

### Generative Merkmale
Die Blütezeit reicht von Juli bis September. Der Blütenstand enthält ein bis sechs Blüten.
Die zwittrigen Blüten sind radiärsymmetrisch bis zu 5 Millimeter lang und haben eine lange Röhre. Der Achsenbecher ist dicht anliegend behaart mit einzelnen abstehenden Drüsenhaaren dazwischen. Die Krone ist trichterförmig und blass-violett. Der aufrechte Griffel endet in einer keuligen Narbe.
Die meist rot überlaufene Kapselfrucht ist 2 bis 4 Zentimeter lang, anliegend drüsenlos behaart mit einzelnen abstehenden Drüsenhaaren. Die Samen sind 1,2 bis 1,5 Millimeter lang, spindelförmig mit einer feinhöckerigen Oberfläche mit einem kurzes, durchscheinendes Anhängsel am oberen Ende.
Die Chromosomenzahl ist 2n = 36.

## Verbreitung
Das Nickende Weidenröschen kommt in Mittel- und Osteuropa vor. Es hat Vorkommen in Spanien, Frankreich, Italien, in der Schweiz, Österreich, Deutschland, Polen, in der Ukraine, Tschechien, in der Slowakei, Rumänien, Bulgarien und Nordmazedonien. Das Nickende Weidenröschen kommt in Mitteleuropa zerstreut vor, vorwiegend in den Alpen und den Mittelgebirgen. In Hessen und Sachsen ist es ausgestorben oder verschollen. In Österreich fehlt es in Wien, Burgenland und möglicherweise in Oberösterreich. 
Es gedeiht vorwiegend an Quellstandorten. Es wächst in Quellfluren und Quellmooren auf sickernassen, eher nährstoffreichen, kalkarmen Tonböden. Es kommt in der subalpinen bis alpinen, seltener schon in der montanen Höhenstufe vor, meist in Höhenlagen von 750 bis 2000, seltener bis 2450 Metern. In den Allgäuer Alpen steigt es von 1500 Meter bei Grasgehren am Riedberger Horn bis 2150 Meter am Südostfuß des Widderstein auf. In Graubünden kommt es in Höhenlagen von 1530 bis 2450 Metern vor.
Die ökologischen Zeigerwerte nach Landolt et al. 2010 sind in der Schweiz: Feuchtezahl F = 4+w (nass aber mäßig wechselnd), Lichtzahl L = 4 (hell), Reaktionszahl R = 2 (sauer), Temperaturzahl T = 2 (subalpin), Nährstoffzahl N = 3 (mäßig nährstoffarm bis mäßig nährstoffreich), Kontinentalitätszahl K = 2 (subozeanisch).
Im pflanzensoziologischen System ist es eine Charakterart der Assoziation Bryo-Philonotidetum seriatae aus dem Verband Cardamino-Montion, kommt aber auch im subalpinen Caricetum fuscae aus dem Verband Caricion fuscae vor.

## Taxonomie
Die Erstveröffentlichung von Epilobium nutans erfolgte 1794 durch Franz Wilibald Schmidt in Flora Boemica, Band 4, Seite 82. Ein Synonym Epilobium nutans F.W.Schmidt ist Epilobium alpinum subsp. nutans (F.W.Schmidt) Čelak.